# Proteromonadidae
Famille
Les Proteromonadidae sont une famille de chromistes de l'embranchement des Bigyra, de la classe des Opalinea et de l’ordre des Proteromonadida.

## Étymologie
Le nom de la famille vient du genre type Proteromonas, dérivé du grec ancien πρότερος / próteros, « le premier de deux », et μονασ / monas, « seul, solitaire, isolé », littéralement « première monade ».

## Description
En 1900 Engler & Prantl font cette brève description de Proteromonas : 

« Proteromonas Künstler. Longuement filiforme, en forme de S et parfois torsadée en hélice. 15 μ de long. Un flagelle de 2 à 5 fois la longueur du corps prend naissance à l'extrémité antérieure pointue ou sur un renflement gonflé comme un bouton. Cette forme pourrait être rapprochée de Leptomonas ; mais comme rien de précis (vacuole contractile, mode de division) n'est connu à son sujet, elle doit être classée parmi les formes douteuses. »

Brygoo, en 1963, fait une description assez précise du Proteromonas d’un caméléon de Madagascar, Furcifer oustaleti :

« Aspect « en navette » où les deux extrémités s’amincissent en pointes le plus souvent à peu près symétriques. Parfois, à une extrémité antérieure amincie s’oppose une extrémité postérieure ventrue. D’autres se présentent sous une forme globuleuse. Les dimensions sont les suivantes : largeur 8 à 13 μm ; longueur 3 à 7 μm ; flagelle principal 28 à 36 μm ; flagelle secondaire 21 à 28 μm. 
Le blépharoplaste est volumineux, sphérique est placé à l’extrémité antérieure. Il est toujours bien visible. Les deux flagelles qui en partent indépendamment présentent une nette différence de structure. Le rhizoplaste, fibrille qui relie le blépharoplaste au noyau, est souvent bien distinct. Le noyau est souvent réduit à une masse dense, homogène, sans structure distincte. Parfois, le centrosome est identifiable. L’extrémité postérieure est fréquemment occupée par des vacuoles et des inclusions. »

## Distribution
Le genre type Proteromonas fut créé en 1883 par J. Kunstler pour l’espèce Proteromonas regnarde observée chez un chélonien (tortue). Le genre a été ensuite observé chez les batraciens (grenouilles, salamandres...), les reptiles, les cobayes et divers mammifères.
Ce sont tous des parasites. Largement distribués dans le monde, ils vivent dans l'intestin grêle des amphibiens, des reptiles et des mammifères. Les parasites dans le tractus intestinal des tritons et des lézards forment des kystes lesquels sont excrétés avec les matières fécales et transférés à d'autres hôtes. Leur pathogénicité est inconnue.

## Liste des genres
Selon The Taxonomicon (20 septembre 2022) :
- Proteromonas (en) Künstler, 1883

Selon GBIF (20 septembre 2022) :
- Dimoeriopsis A.C.Hollande & Pesson, 1945
- Dimoerium A.Przesmycki, 1901
- Proteromonas Künstler, 1883

## Systématique
Le nom valide de ce taxon est Proteromonadidae Grassé, 1952.
Proteromonadidae a pour synonymes :
- Karotomorphidae
- Prowazekellaceae
- Prowazekellidae